# Суміщена колія

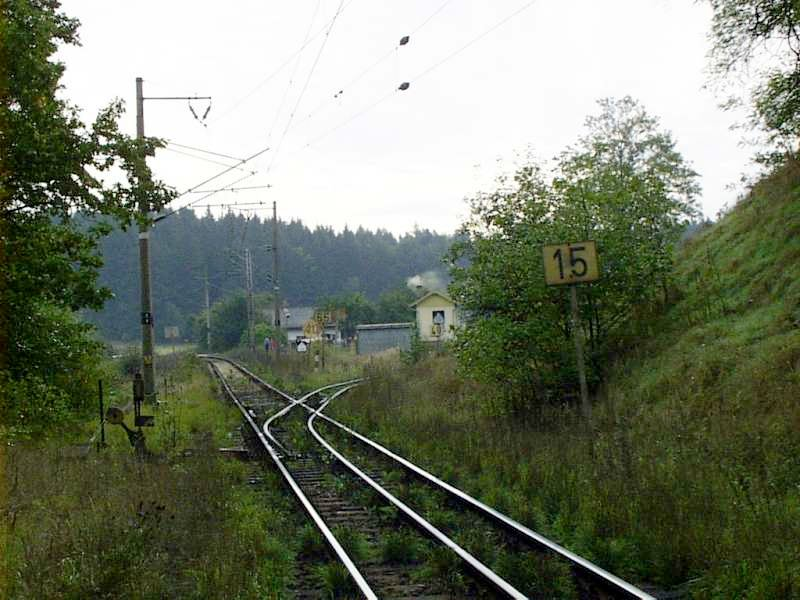
Трирейкова колія поблизу станції Їндржихув-Градец в Чехії

Суміщена (подвійна) колія — залізнична колія, що призначена для використання рухомим складом з різною шириною колії. На відміну від звичайної, така колія складається з трьох або чотирьох рейок.

## Причини виникнення
У залізничному транспорті ширина колії — один з найважливіших параметрів. У світі існує кілька стандартів ширини колії, і коли на шляху поїзда зустрічаються ділянки з різною шириною колії, необхідно вживати спеціальних заходів — або міняти візки на вагонах, або перевантажувати пасажирів і вантаж у вагони з відповідною шириною колії. Також існують візки, що на ходу змінюють відстань між колесами на довільне значення, проїжджаючи без зупинки розширення або звуження рейок. Цю проблему можна також вирішити, поєднавши обидві колії, отримавши подвійну колію.

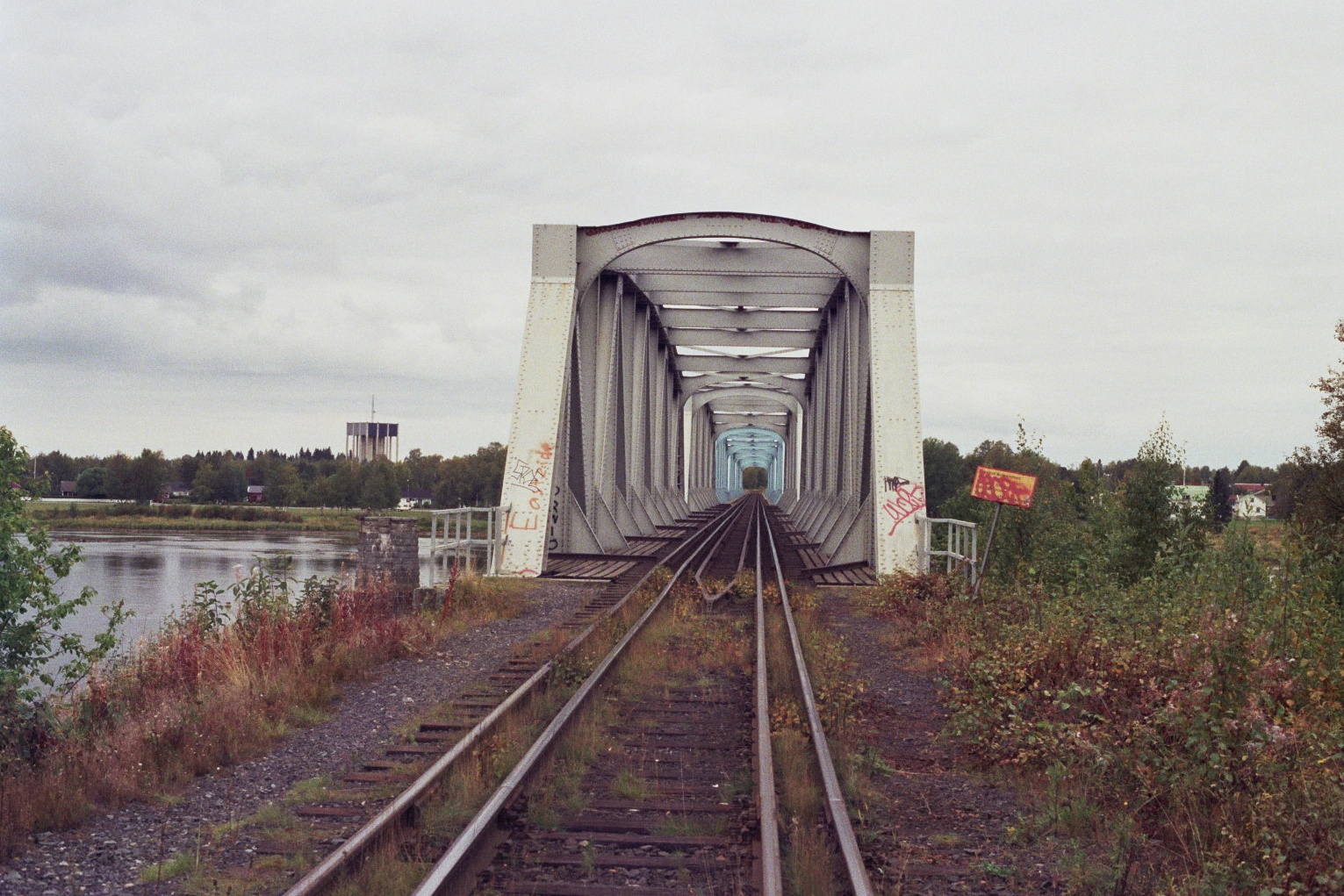
Залізничний міст на кордоні Швеції та Фінляндії. Зліва направо: 1-а і 3-я рейки: 1524 мм, 2-а і 4-а рейки: 1435 мм.

Три рейки можливо використати у ситуації, коли різниця ширини двох колій достатня, щоб вмістити рейку меншої колії у більшу колію, використовуючи одну з рейок як спільну. Наприклад, 1668 та 1435 мм в Іспанії, 1435 та 1067 мм в Австралії та Японії, 1520 та 1067 мм на Сахаліні, 1676 та 1000 мм у Бангладеш. 
Для суміщення колій, які мало відрізняються між собою, можливі лише сплетення, що використовують чотири рейки. Саме така ситуація має місце, зокрема, на більшій частині західних кордонів України: різниця між 1435 та 1520 мм становить лише 85 мм.